# Rocher des aigles
Le Rocher des Aigles est une fauconnerie située à Rocamadour dans le Lot. Créé en 1977, il abrite plus de soixante espèces d'oiseaux tel que le vautour néophron moine ou le pygargue vocifer; le rocher des aigles est membre de l'Association européenne des zoos et aquariums. Deux spectacles d'oiseaux en vol sont effectués par le parc : un de rapaces et l'autre de perroquets. C'est là que fut tourné l'épisode de C'est pas sorcier consacré aux rapaces, en 1995.

## Visite touristique
L'Écoparc du Rocher des Aigles de Rocamadour est ouvert à la visite tous les jours du 1er avril au 30 septembre. Il propose des spectacles de rapaces diurnes et de perroquets. Il a été fréquenté par 81 923 personnes pour l'année 2017 avec un record de 87 007 visiteurs en 2013